# Miša Molk
Marija Miša Molk, född 6 september 1954 i Vrhnika, är en slovensk journalist, redaktör, TV-producent och prisbelönad TV-personlighet.
Molk har från början i sin karriär varit anställd på det slovenska public service-bolaget RTV Slovenija. Hon har bl.a. lett frågesportprogram och talkshows och 1996-2004 var hon bolagets chef för underhållning och sport. Hon har även varit skribent för flera slovenska tidningar
Molk har ofta varit involverad i Eurovision Song Contest (ESC). Hon var tävlingens kommentator för slovensk radio och TV 1986-1987 och 1989-1991. Hon var även den som gav Jugoslaviens poäng i ESC 1982 och 1988. Hon var värd för den jugoslaviska uttagningen till Eurovision Song Contest 1982, då den hölls i Ljubljana. Tillsammans med Bogdan Barovic var hon åter värd för uttagningen 1988. Efter Sloveniens självständighet har hon igen, i samband med ESC, varit kommentator för slovensk media (1996-2000). Hon har även varit värd för den slovenska uttagningen 2001 (med Marcel Štefančič och Mojca Mavec), 2002 (med Andrea Effe), 2003 (med Peter Poles) och 2004. Hon är även chef för den slovenska uttagningen.
Hon har även varit medlem i EBU:s referensgrupp, som bl.a. har hand om förberedelser inför Eurovision Song Contest, samt i Eurovision Formats Core Group.